# Cnidoscolus vitifolius
Cnidoscolus vitifolius là một loài thực vật có hoa trong họ Đại kích. Loài này được (Mill.) Pohl mô tả khoa học đầu tiên năm 1827.